# Смысловский, Евгений Константинович
Евге́ний Константи́нович Смысло́вский (23 ноября 1868, Киев — 4 ноября 1933, Москва) — генерал-лейтенант Российской Императорской армии, военспец РККА, специалист и автор трудов по артиллерии.

## На службе Российской Императорской армии
Родился 23 ноября 1868 года в г. Киеве. Учился в 1-м Московском Кадетском корпусе.
По окончании корпуса поступает в Михайловское артиллерийское училище, которое заканчивает в августе 1888 года и в звании подпоручика назначается на службу в 3-ю гренадерскую артиллерийскую бригаду с прикомандированием к Лейб-гвардии 1-й артиллерийской бригаде.
1-го октября 1890 года зачислен в Михайловскую артиллерийскую академию, которую заканчивает по 1-му разряду в 1893 году с присвоением звания — штабс-капитан и продолжает службу в своей бригаде.
В октябре 1895 года назначается на должность старшего адъютанта управления артиллерии Гренадерского корпуса.
Проходя службу на различных должностях в артиллерийских бригадах проходит путь до генерал-майора (1910) и командира 3-й гренадерской артиллерийской бригады.
С 1912 по 1915 годы — старший офицер и начальник хозяйственного отдела Главного артиллерийского управления. С осени 1915 года — на фронте. С 1917 года занимал должность инспектора артиллерии Особой армии и в этом же году уже в звании генерал-лейтенанта выходит в отставку.
Службу в императорской армии Евгений Константинович совмещал и с педагогической деятельностью в качестве преподавателя физики в Технической Артиллерийской школе (1906—1908).

## На службе Рабоче-крестьянской Красной армии
В ноябре 1918 года он добровольно, по приглашению председателя Высшей военной инспекции, Председателя РВС Республики — Н.Подвойского, поступает на службу в РККА на должность инспектора артиллерии Высшей военной инспекции.
5 августа 1920 года он был впервые арестован органами ВЧК, но через две недели отпущен.
В качестве начальника 11-го Отдела Артиллерийского Комитета ГАУ занимается проектированием и усовершенствованием лафетов, повозок и принадлежностей разного рода связанных с оснащением артиллерии. Кроме этого он являлся с 1924 года в Военной Академии РККА — главным руководителем по артиллерии, по совместительству — преподаватель Военно-хозяйственной академии по циклу артиллерийского снабжения и т. п. В 1927 году приказом по РВС СССР ему было присвоено звание преподавателя Высших Военных Учебных заведений РККА по тактике.
26 ноября 1930 года Евгений Константинович был арестован по делу «Весна». 18 июля 1931 года приговорён к высшей мере наказания с заменой 10 годами ИТЛ, но уже 4 ноября 1932 года он был отпущен по состоянию здоровья.
4 ноября 1933 года Евгений Константинович умер в Москве от инсульта.

## Сочинения
- Современная полевая скорострельная артиллерия. Извлечения из сообщений прочитанных в обществе ревнителей военных знаний, в Офицерской стрелковой и артиллерийской школах в 1901. — СПб., 1902.
- Описание и технические условия на прием предметов конского снаряжения образца 1888 г. для нижних чинов кавалерии и артиллерии. — СПб., 1904.
- Полевой счислитель и его употребление. — СПб., 1905.
- Планшетка для графического решения различных задач стрельбы на планах. — СПб. 1905.
- Современная полевая артиллерия. — СПб., 1906.
- Стрельба дивизиона. — СПб., 1913.
- Полевой счислитель системы Смысловского. — Петроград, 1916.
- Организация артиллерии. — М., 1922.
- Обязанности артиллериста. — М., 1922.
- Орудийный начальник. — М., 1923; 1925; 1927(под названием «Командир орудия»).
- Артиллерия. — М., 1924; 1929.
- Артиллерийское снабжение. — М., 1925.
- Артиллерийская стрельба в классе. — М.—Л., 1928.
- Очерк тактики артиллерии. — М.—Л., 1928.
- Сведения по тактике артиллерии. — М.—Л., 1930.
- Артиллерийские задачи. Пособие для практических занятий по артиллерии слушателей 1-го курса военной академии РККА им. Фрунзе. — М., 1930.

## Семья
Был женат на Грановской Надежде Викторовне (урождённой Демьяновой, дочери Статского Советника Виктора Демьянова). Для Надежды Викторовны это был второй брак. От первого брака за Грановским она имела дочь Екатерину, родившуюся 13 июля 1903 года. В 1924 году брак был расторгнут Хамовническим судом г. Москвы. От совместного же брака Евгений Константинович имел дочь — Смысловскую Наталью Евгеньевну (по мужу Багрова, 6.06.1909 — 1999).

## Награды
- ордена Св. Станислава 3-й ст. (14.05.1896)
- орден Св. Анны 3-й ст. (06.12.1899)
- орден Св. Станислава 2-й ст. (06.12.1902)
- орден Св. Анны 2-й ст. (06.12.1905)
- орден Св. Владимира 3-й ст. (1912)
- орден Св. Станислава 1-й ст. (ВП 01.1915)
- орден мечи к ордену Св. Владимира 3-й ст. (ВП 18.01.1916).